# Gustave Fraipont
Gustave Mathieu Joseph Fraipont, född den 9 maj 1849 i Bryssel, död den 29 april 1923 i Paris, var en belgiskfödd målare och grafiker, naturaliserad fransman.
Fraipont utmärkte sig företrädesvis som akvarellist och illustratör, men utställde även värdefulla, oftast friska kompositioner i olja och pastell. Han debuterade (1877) med skickligt utförda litografier. Till sina akvareller, särskilt framstående genom ljusbehandlingen, hämtade han i början motiven från Belgien och Nederländerna, sedermera från skilda delar av Frankrike, såsom La Place Saint-Germain-des-Prés 1886; en replik i olja 1904), Deputeradekammaren 1887), Gammal gata i Lisieux (1900; oljemålningen Tövädersdag i Lisieux härrör från 1901), Hålväg i Bretagne (1902). Pastellen Samspråk på havsstranden (på Salongen 1888) är ett av Fraiponts mera intressanta verk. Fraipont publicerade flera illustrerade avhandlingar över teckning och grafisk konst.